# Линсекам, Тим
Ти́моти Леро́й Ли́нсекам (англ. Timothy Leroy Lincecum; род. 15 июня 1984, Белвью, Вашингтон) — американский бейсболист, выступавший в главной лиги бейсбола за команды «Сан-Франциско Джайентс» и «Лос-Анджелес Энджелс». Играет на позиции питчера.

## Карьера
Участвовал в драфте 2003 года, был выбран в 48 раунде «Чикаго Кабс», но контракт ему не предложили. Участвовал в драфте 2005 года, был выбран в 41 раунде «Индейцами», но отказался от предложенного контракта. Спустя год был выбран «Гигантами» в первом раунде драфта под общим десятым номером. Часто назывался самым перспективным питчером в системе «Гигантов».
2006 год провёл в командах низшего уровня, в 2007 попал уже в «Гриззлес», команду уровня ААА, где в пяти матчах одержал четыре победы и имел невероятно низкий ERA, всего 0,29.
Из-за травмы Расса Ортиса, пятого питчера в стартовой ротации, был вызван в МЛБ, где дебютировал 6 мая 2007 года в поединке против «Филлис», проведя 4.1 иннинга и пропустив в дом пятерых. 1 июля в поединке против «Аризоны» за семь иннингов сделал 12 страйкаутов. По окончании сезона имел 7-5 побед-поражений и 4,00 ERA.
Сезон 2008 года стал для него великолепным, именно тогда все узнали об этом питчере и множественные восторженные отклики стали создавать из него новую звезду среди питчеров. После июня он имел 9-1 побед-поражений и 2.38 ERA. В июле он впервые принял участие в Матче Всех Звёзд, 13 сентября 2008 года в поединке против «Падрес» впервые в своей карьере сыграл полную игру и сделал шатаут. При этом он подал 138 раз и сделал 12 страйкаутов. По окончании сезона он имел результат в 265 страйкаутов, побив рекорд игроков «Сан-Франциско» в отдельном сезоне и став первым по этому показателю в Национальной Лиге. Сезон он закончил с разницей побед-поражений 18-5 и показателем ERA 2.62. 11 ноября Тим получил приз Сая Янга, став вторым игроком «Гигантов», удостоившимся его, после Майка МакКормика.
К июню 2009 года имел 8-2 побед-поражений и 2.30 ERA. Был снова выбран на Матч Всех Звёзд, причём кроме него из питчеров «Гигантов» туда попал Мэтт Кейн. Начал Матч Всех Звёзд стартовым питчером, провёл два иннинга и пропустил два рана. 27 июля в поединке против Пиратов провёл свою очередную полную игру и сделал 15 страйкаутов. По окончании сезона имел 15-7 побед-поражений, 2,48 ERA и 261 страйкаут. Снова стал обладателем приза Сая Янга, обогнав двух «Кардиналов» Криса Карпентера, которого на первое место поставило больше опрошенных, и Адама Уайнрайта став при этом первым игроком в истории, кто выиграл этот важнейший трофей в первых два полных сезона своей карьеры.
В сезоне 2010 года имел показатели чуть хуже, 16-10 побед-поражений и 3.43 ERA. Тогда же впервые попал в Постсезон, где провёл шесть игр, пять из них в старте, имея 4-1 побед-поражений и 2.43. В первой игре Серии Дивизионов, а также своей первой постсезонной игре, которая состоялась против «Атланты», выдал шатаут при 14 страйкаутах. 1 ноября вышел на пятую игру серии против «Техаса», где отподавал 8 иннингов, пропустив всего один ран и сделав 10 страйкаутов, чем помог «Гигантам» выиграть Мировую Серию.
4 мая 2011 года заработал 12 страйкаутов в игре против «Брюэрс», доведя число матчей с 10 и больше страйкаутами до 29, чем установил новый рекорд «Сан-Франциско». 6 июня в игре против Вашингтона заработал свой 1000-й страйкаут, до него этого показателя за пять лет карьеры в МЛБ добивались лишь восемь игроков. Закончил сезон с показателем победы-поражения 13-14 и ERA 2,74 (4-й в национальной лиге).
Перед сезоном 2012 года подписал двухлетний контракт на сумму 40 млн долларов, действующий до конца сезона 2013 года. Сезон провёл откровенно плохо имея 10-15 побед-поражений и 5.18 ERA, худшие результаты в своей карьере. В постсезоне был переведён в реливеры, где стал довольно неплохо подавать. Вернулся в стартовую ротацию на четвёртый матч Серии Лиги против «Кардиналов», но неудачно, в 4.2 иннингах пропустив в дом четырёх раннеров и потерпев поражение.

## Стиль подач
Небольшое предпочтение Тим отдаёт 4-seem фастболу и 2-seem фастболу, лишь немного реже бросая ченджап, кёрвбол и слайдер. Его преимущество в том, что все его подачи очень сильны, и он может использовать разные виды подач в качестве основных. Ченджап Тим бросает в основном при двух страйках, так как он выходит более эффективно. Слайдер в основном подаётся против праворуких бэттеров.